# Paula Moltzan
Paula Moltzan, född 7 april 1994, är en amerikansk alpin skidåkare.

## Karriär
Vid VM 2025 i Saalbach-Hinterglemm tog Moltzan brons i storslalom.